# Changan UNI-V
La Changan UNI-V è un'autovettura prodotta dalla casa automobilistica cinese Chang'an Motors dal 2021.

## Descrizione

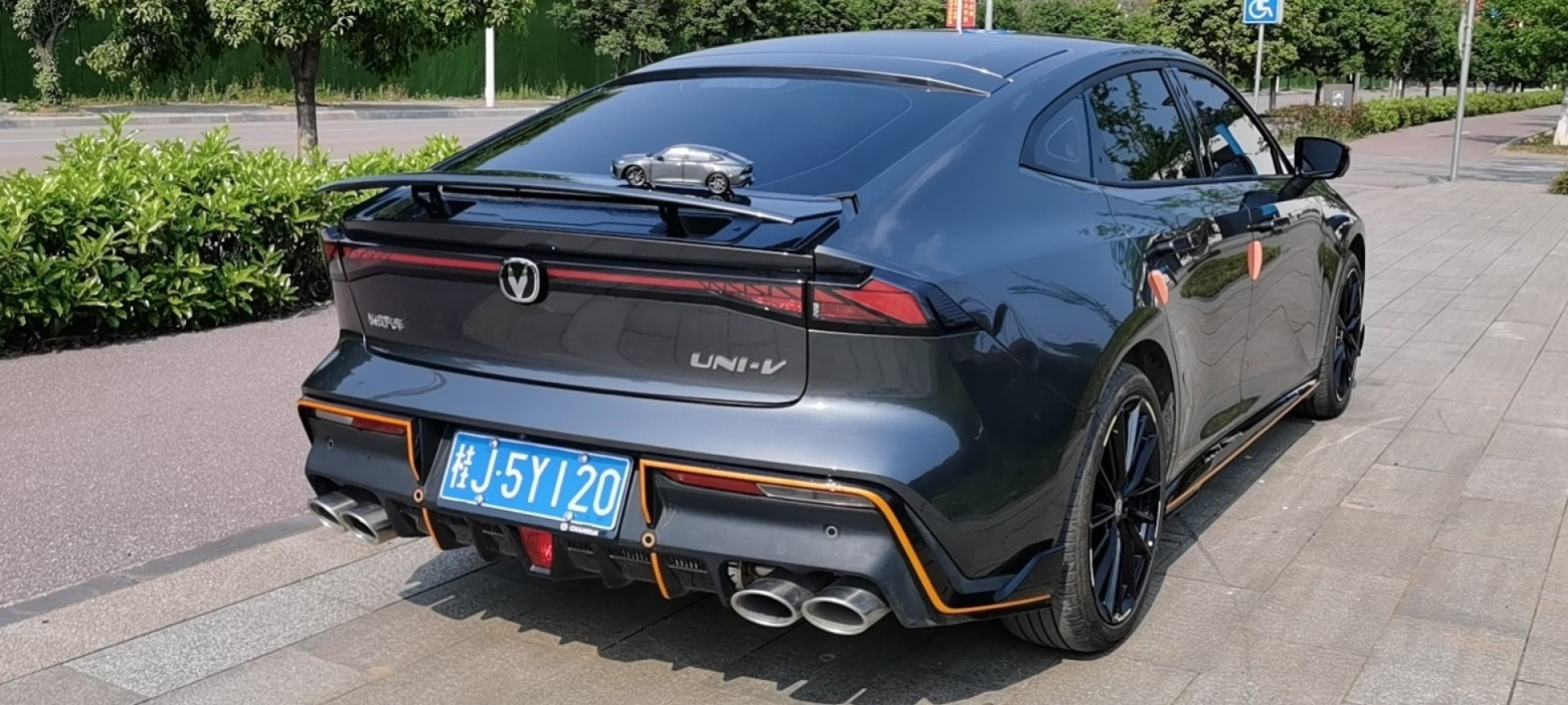
Dettaglio dell'ala mobile posteriore aperta

La Changan UNI-V è il terzo modello della gamma UNI nonché anche la prima berlina.
Anticipata a settembre 2020 dalla concept car Changan Vision-V, la versione di produzione in serie è stata presentata per la prima volta al pubblico durante il Guangzhou Auto Show nel novembre 2021 ed è stata introdotta sul mercato cinese a gennaio 2022. 
La UNI-V, che è stata sviluppata su una piattaforma modulare inedita, al lancio è alimentata da un motore turbo da 1,5 litri da 138 kW (188 CV) già utilizzato anche nella Changan UNI-T e sviluppato internamente da Changan Automobile, che la spinge ad una velocità massima di 205 km/h.
La vettura è dotata di alettone mobile al posteriore che può essere aperto mediante un pulsante all'interno dell'abitacolo, che garantisce quando è in uso un aumento del carico aerodinamico fino a 25 kg.
Nell'estate 2022 è stata aggiunta alla gamma un motorizzazione da 2,0 litri ibrida plug-in da 171 kW (233 CV).